# Jonai Bazar
Jonai Bazar é uma vila no distrito de Dhemaji, no estado indiano de Assam.

## Demografia
Segundo o censo de 2001, Jonai Bazar tinha uma população de 5172 habitantes. Os indivíduos do sexo masculino constituem 53% da população e os do sexo feminino 47%. Jonai Bazar tem uma taxa de literacia de 65%, superior à média nacional de 59,5%: a literacia no sexo masculino é de 74% e no sexo feminino é de 56%. Em Jonai Bazar, 16% da população está abaixo dos 6 anos de idade.